# Tifón Tokage

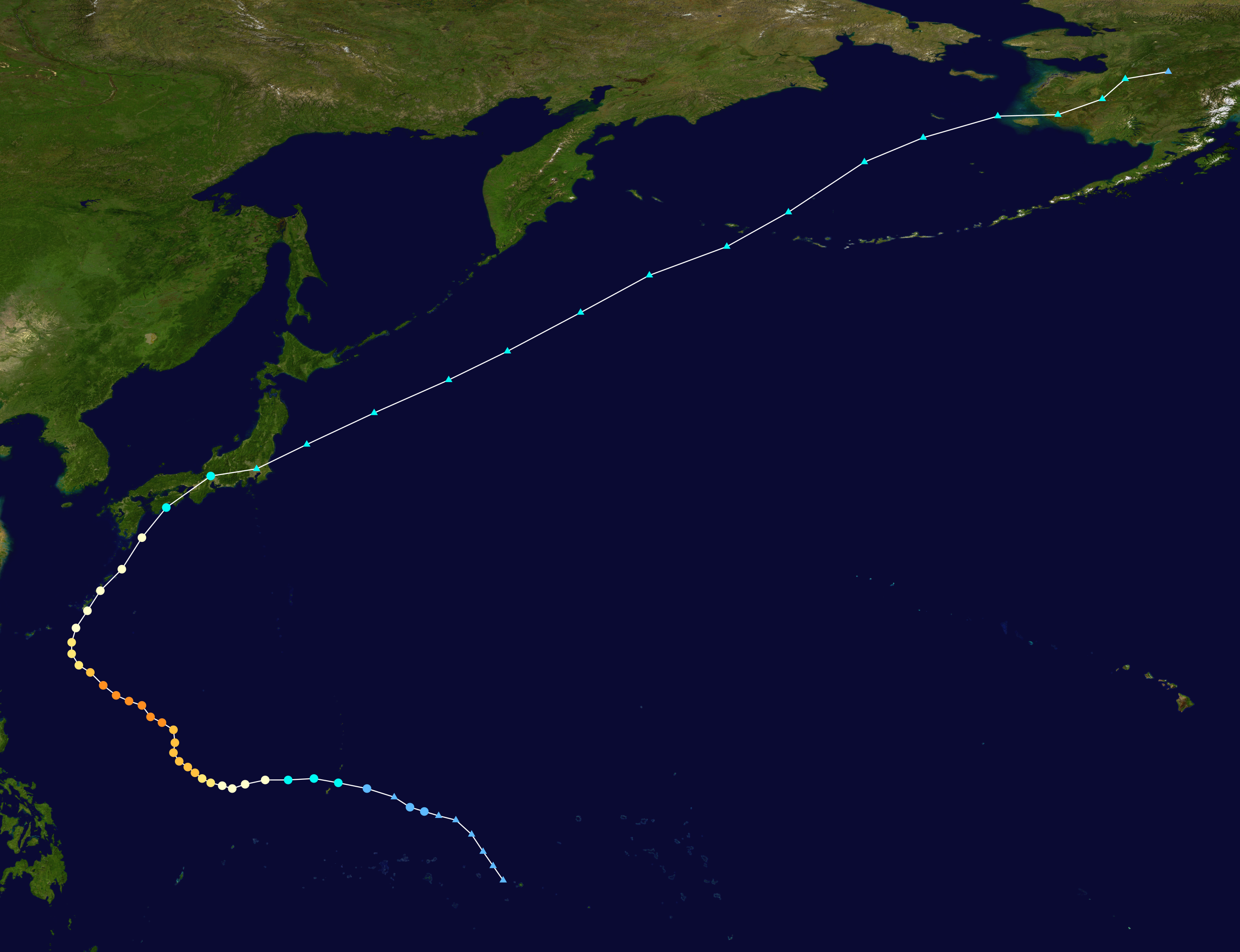
Trayectoria de Tokage

El tifón Tokage es un tifón que azotó Japón en octubre de 2004. Tokage es un nombre propuesto por Japón y significa Lacerta (Lacertilia). Las fuertes lluvias provocadas por Tokage causaron graves daños en Japón.

## Daños en Japón
- 99 muertos[4]
- 704 heridos
- Casa dañada 19,235
- Casa inundada 54,850[5]